# Пенкшин
Пенкшин (пол. Pększyn) — село в Польщі, у гміні Прусиці Тшебницького повіту Нижньосілезького воєводства.
Населення — 182 особи (2011).
У 1975-1998 роках село належало до Вроцлавського воєводства.

## Демографія
Демографічна структура станом на 31 березня 2011 року:
|          | Загалом | Допрацездатний вік | Працездатний вік | Постпрацездатний вік |
| -------- | ------- | ------------------ | ---------------- | -------------------- |
| Чоловіки | 98      | 24                 | 66               | 8                    |
| Жінки    | 84      | 18                 | 47               | 19                   |
| Разом    | 182     | 42                 | 113              | 27                   |